# Another Green World
Another Green World è un album discografico del musicista britannico Brian Eno. Prodotto dall'autore e da Rhett Davies, venne pubblicato dalla Island Records nel settembre 1975. Utilizzando in prevalenza la tecnica ideata da Eno delle "Strategie Oblique", l'album contiene qualche pezzo rock con testi brevi e coincisi abbinati a brani strumentali dalla produzione elaborata, molti dei quali eseguiti esclusivamente da Eno senza l'apporto degli ospiti.

## Il disco

### Produzione
Another Green World fu registrato negli Island Studios di Londra nel luglio e agosto del 1975. Dopo quattro giorni di relativa improduttività, Brian Eno consultò le "Strategie Oblique" per trarre ispirazione come fece per il precedente Taking Tiger Mountain (By Strategy).
Nonostante abbia collaborato con numerosi ospiti alla realizzazione di Another Green World (inclusi Phil Collins, John Cale e Robert Fripp) Eno si concentrò principalmente sulla composizione di brani solisti (in sette delle tracce suona tutti gli strumenti da solo, comprese le tastiere, le chitarre e le percussioni).

### Musica e testi
Another Green World segna una svolta nella carriera musicale di Brian Eno. Se le canzoni dei primi due album sono soltanto rock, in Another Green World solo cinque delle quattordici tracce presentano un testo. Le tracce strumentali, che esplorano nuove sonorità più pacate e rilassanti, rappresentano una fase di transizione fra la musica rock dei suoi esordi e le future composizioni strumentali, dove le tessiture e i timbri sono considerati gli elementi musicali più importanti. Nel brano di apertura Sky Saw, gli strumenti musicali cambiano struttura, se si esclude il basso che ripete lo stesso pattern lungo tutta la traccia. Eno ha riutilizzato le strumentazioni di Sky Saw in una traccia di Music for Films e nell'album di debutto degli Ultravox che produrrà in seguito. In Over Fire Island il basso e la batteria risentono dell'influenza delle tecniche usate nel jazz. Nelle tracce In Dark Trees e The Big Ships, Eno suona tutti gli strumenti, compresi un sintetizzatore e le percussioni sintetiche.
Per comporre i testi, Eno ha cantato sillabe senza significato sull'accompagnamento strumentale di alcune tracce dell'album, successivamente associate fra loro al fine di ottenere testi che avessero senso. Questo metodo venne usato dal musicista per comporre tutte le sue tracce degli anni settanta basate sulle sonorità vocali.

### Accoglienza
| Recensione                    | Giudizio |
| ----------------------------- | -------- |
| AllMusic                      | [ 11 ]   |
| Blender                       | [ 12 ]   |
| Christgau's Record Guide      | A+       |
| Entertainment Weekly          | A        |
| Mojo                          | [ 15 ]   |
| The New Zealand Herald        | [ 16 ]   |
| Pitchfork                     | [ 6 ]    |
| The Rolling Stone Album Guide | [ 17 ]   |
| Piero Scaruffi                | [ 18 ]   |
| Uncut                         | [ 19 ]   |

Pur non raggiungendo le classifiche del Regno Unito così come quelle degli Stati Uniti, il disco venne recensito perlopiù positivamente. Charley Walters di Rolling Stone dichiarò che "Pur continuando a rischiare, Eno ha trionfato. Another Green World è indubbiamente un album importante e geniale." Robert Christgau scrisse in una recensione: "Sono giunto ad amare ogni singolo minuto di questa piccola raccolta artistica di tracce statiche per sintetizzatore". Secondo una classifica stilata dal settimanale The Village Voice nel 1976, Another Green World è considerato uno dei migliori album di quell'anno.

## Tracce
Tutte le tracce sono state composte da Brian Eno.
1. Sky Saw – 3:25
2. Over Fire Island – 1:48
3. St. Elmo's Fire – 3:02
4. In Dark Trees – 2:29
5. The Big Ship – 3:01
6. I'll Come Running – 3:48
7. Another Green World – 1:28
8. Sombre Reptiles – 2:26
9. Little Fishes – 1:30
10. Golden Hours – 4:01
11. Becalmed – 3:56
12. Zawinul/Lava – 3:00
13. Everything Merges with the Night – 3:59
14. Spirits Drifting – 2:36

## Formazione
- Brian Eno — voce, sintetizzatore, tastiere, organo Hammond e Farfisa, basso, chitarra, drum machine, pianoforte, percussioni, effetti sonori vari, produzione
- John Cale — viola in Sky Saw e Golden Hours
- Phil Collins — batteria, percussioni in Sky Saw, Over Fire Island, e Zawinul/Lava
- Robert Fripp — chitarra elettrica in St. Elmo's Fire, I'll Come Running, e Golden Hours
- Percy Jones — basso fretless on Sky Saw, Over Fire Island, e Zawinul/Lava
- Roderick Melvin — piano Fender Rhodes, pianoforte in Sky Saw, I'll Come Running, e Zawinul/Lava
- Paul Rudolph — contrabbasso, basso, chitarra, snare drum in Sky Saw, I'll Come Running, e Zawinul/Lava
- Brian Turrington — basso, pianoforte in Everything Merges With the Night

### Personale aggiuntivo
- Rhett Davies — produzione, ingegnere del suono
- Robert Ash — tecnico di studio
- Guy Bidmead — tecnico di studio
- Barry Sage — tecnico di studio
- Ritva Saarikko — fotografie
- Tom Phillips — copertina (dettaglio dell'opera After Raphael)